# Coella tiurensis
Coella tiurensis är en djurart som tillhör fylumet slemmaskar, och som beskrevs av Stiasny-Wijnhoff 1936. Coella tiurensis ingår i släktet Coella och familjen Coellidae. Inga underarter finns listade i Catalogue of Life.